# Acanthogyrus giuris
Acanthogyrus giuris är en hakmaskart som först beskrevs av Soota och Nibedita Sen 1956.  Acanthogyrus giuris ingår i släktet Acanthogyrus och familjen Quadrigyridae. Inga underarter finns listade i Catalogue of Life.